# Jansky (unité)
Pour les articles homonymes, voir Jy.
Le jansky, de symbole Jy, est l'unité employée généralement en radioastronomie pour mesurer l'intensité, ou plus précisément la densité de flux, des signaux radio d'origine galactique ou extragalactique. Elle est ainsi nommée en l'honneur de Karl Jansky, le physicien américain qui a découvert les ondes radio d'origine galactique en 1930.

## Définition
Pour mesurer l'intensité d'un signal, il est nécessaire de tenir compte de la surface de l'antenne de réception et de la largeur de la bande de fréquence du signal. En conséquence, on définit un jansky comme étant un flux de 10–26 watts par mètre carré de surface de réception et par hertz de largeur de bande, soit :
- 1 Jy = 10−26 W m−2 Hz−1 (unités SI) ;
- 1 Jy = 10−23 erg s−1 cm−2 Hz−1 (unités CGS).

## Utilisation
Bien que ce ne soit pas une unité du Système international, le jansky est approuvé par l'Union astronomique internationale, et largement répandu parmi les radioastronomes.

## Ordres de grandeur
Les sources radio les plus intenses ont des densités de flux de l'ordre 1 Jy, ce qui fait du jansky une unité appropriée à ce genre de signaux.